# ديرك بويرغتر
ديرك بويرغتر (بالهولندية: Derk Boerrigter)‏ (16 أكتوبر 1986 هولندا - ) هو لاعب كرة قدم هولندي، يلعب كمهاجم.

## وصلات خارجية
ديرك بويرغتر على موقع قاعدة بيانات كرة القدم.إي يو (الإنجليزية)
- ديرك بويرغتر على موقع Soccerway.com (الإنجليزية)
- ديرك بويرغتر على موقع عالم كرة القدم.نت (الإنجليزية)
- ديرك بويرغتر على موقع AS.com (الإسبانية)